# Journal of Baltic Studies
Journal of Baltic Studies（ジャーナル・オブ・バルティック・スタディーズ）は、バルト研究推進協会（AABS）が発行する査読付き学術雑誌。特定の学術分野によらず、バルト諸国に関する学際的研究を取り扱う。1970年に創刊され、季刊で発行されている。現在の編集長はクレイトン大学教授のテリー・クラーク。